# Esenshammergroden
Esenshammergroden ist als Bauerschaft ein Ortsteil von Esenshamm in der Gemeinde Nordenham im Landkreis Wesermarsch.

## Geschichte
Die Entstehung der Ortschaft begann nach der 1594 vollzogenen Eindeichung des Lockflehts. Die erste Erwähnung von Esenshammergroden war 1637. Im Jahr 1636 wurde eine Schule eingerichtet, der Lehrer war Eberhard Obeking. Während der Weihnachtsflut 1717 wurde diese Schule zerstört. Erst im Jahr 1781 wurde eine neue Schule gebaut. Im Jahr 1855 hatte die Schule 52 Schüler. Sie wurde kurz nach dem Ende des Zweiten Weltkriegs aufgelöst.

### Demografie
| Jahr | Einwohner |
| ---- | --------- |
| 1675 | 247       |
| 1788 | 129       |
| 1815 | 254       |
| 1855 | 86        |
| 1895 | 250       |
| 1925 | 220       |
| 1961 | 134       |
| 1970 | 144       |

## Bauwerke
Siehe auch Liste der Baudenkmale in Nordenham
- Hofanlage Esenshammergroden 10 von 1846